# Свинки
Морские свинки, кавии или свинки (лат. Cavia) — род млекопитающих из семейства свинковых, к которому принадлежит такой известный вид, как морская свинка, всемирно распространённое домашнее животное (в Южной Америке содержится ради мяса).

## Таксономия
Свинок принято относить к отряду грызунов, хотя некоторые биологи, основываясь на данных по митохондриальной ДНК, предлагали выделить инфраотряд Hystricognathi, к которому относятся и свинки, в отдельный отряд. Более новые данные молекулярной генетики показали, что более правильной является классификация свинок как грызунов. При этом сравнивались последовательности геномов морской свинки с теми же данными для некоторых других представителей отряда.

## Виды
В роде свинок 7 видов:
- Cavia aperea — Бразильская свинка: распространена почти по всей Южной Америке;
- Cavia fulgida — Яркая свинка[7]: восточная Бразилия;
- Cavia intermedia — острова Moleques do Sul, штат Санта-Катарина, Бразилия, впервые описана в 1999;
- Cavia magna — Большая свинка: Уругвай, юго-восточная Бразилия;
- Cavia patzelti — Эквадор;
- Cavia porcellus — Морская свинка: одомашнена, дикий предок неизвестен;
- Cavia tschudii — Перуанская свинка[7], или свинка Чуди[1]: от южного Перу до северного Чили и юго-западной Аргентины.